# Carignan, Ardennes

Carignan este o comună în departamentul Ardennes din nordul Franței. În 1 ianuarie 2022 avea o populație de 2.745 de locuitori.